# Экодук

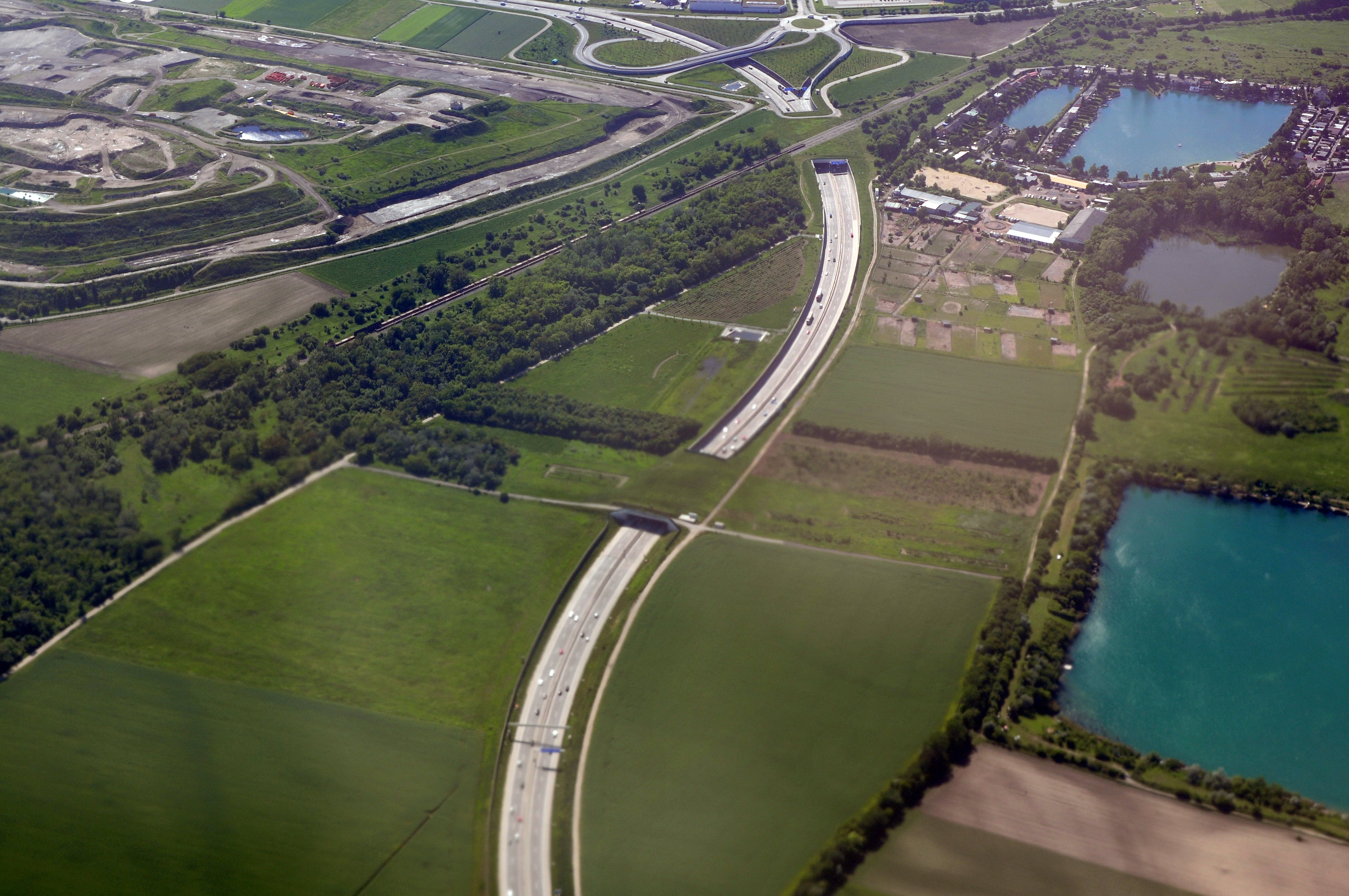
Экодуки в Австрии над трассой Вена-Швехат

Экоду́к (от экология и лат. duco — веду) — мост или тоннель, служащий для обеспечения безопасного перехода животных через дороги, предназначенные для движения механических транспортных средств, например через автотрассы.
Экодуки помогают сохранить единство среды обитания животных и снижают вероятность появления последних на дороге, которое могло бы привести к дорожно-транспортному происшествию.

## История
Первые экодуки были построены во Франции в 1950-х годах. Затем они появились в других государствах, включая Нидерланды, Швейцарию и Германию. В этих странах используют различные конструкции переходов, в том числе подземные, для защиты представителей дикой природы, таких как амфибии, барсуки, копытные и другие млекопитающие, беспозвоночные и прочие.
Общество защиты животных Соединённых Штатов сообщало, что более 600 туннелей, проложенных под основными и второстепенными дорогами в Нидерландах, помогли значительно увеличить численность европейского барсука, находящегося под угрозой исчезновения. Самая длинная эстакада «экологического коридора», Natuurbrug Zanderij Crailoo, в Нидерландах, проходит на 800 метров (2600 футов) и охватывает шоссе, железную дорогу и поле для гольфа.
Экодуки становятся все более распространенными в Канаде и Соединённых Штатах. Они обустроены в национальном парке Банф в Альберте, где эстакады обеспечивают медведям, лосям, оленям, волкам и представителям многих других видов безопасный переход через Трансканадское шоссе. В этом нацпарке 24 перехода для диких животных были построены в рамках проекта улучшения дороги в 1978 г. В Соединённых Штатах за последние 30 лет были построены тысячи переходов для диких животных, включая водопропускные трубы, мосты и путепроводы. Они использовались для защиты горных козлов в Монтане, пятнистых саламандр в Массачусетсе, снежных баранов в Колорадо, пустынных черепах в Калифорнии и находящихся под угрозой исчезновения пум во Флориде (флоридская пума — самый редкий подвид пумы).
Первый переход в канадской провинции Онтарио был построен в 2010 году вдоль шоссе Онтарио 69 между Садбери и Килларни в рамках продолжающегося преобразования автострады.

## В России
Первый в России экодук планировалось построить под Переславлем-Залесским в Ярославской области при реконструкции участка 115-й — 135-й километр трассы М8 «Холмогоры» (Москва — Архангельск): начало строительства ожидалось в 2013 году, но строительство так и не началось.
В сентябре 2016 года первый экодук в России был открыт на 170-м километре трассы М3 «Украина».
Согласно сайту «Автодора», после принятия ГОСТа на строительство экодуков к 2022 году в России построено 257 подобных сооружений (включая подземные переходы для животных).

## Влияние на среду
Исследования воздействия экодуков на окружающую среду показали, что их использование в значительной мере способствует соединению мест обитания животных. Безопасные переходы используют не только крупные животные, но  и мелкие, в том числе беспозвоночные, в частности бабочки, жуки и пауки. По данным исследования, проведённого Государственным агентством лесного хозяйства города Эберсвальде с мая 2005 по апрель 2006 года, почти 2300 животных воспользовались экомостом через автобан А11 в Бранденбурге.

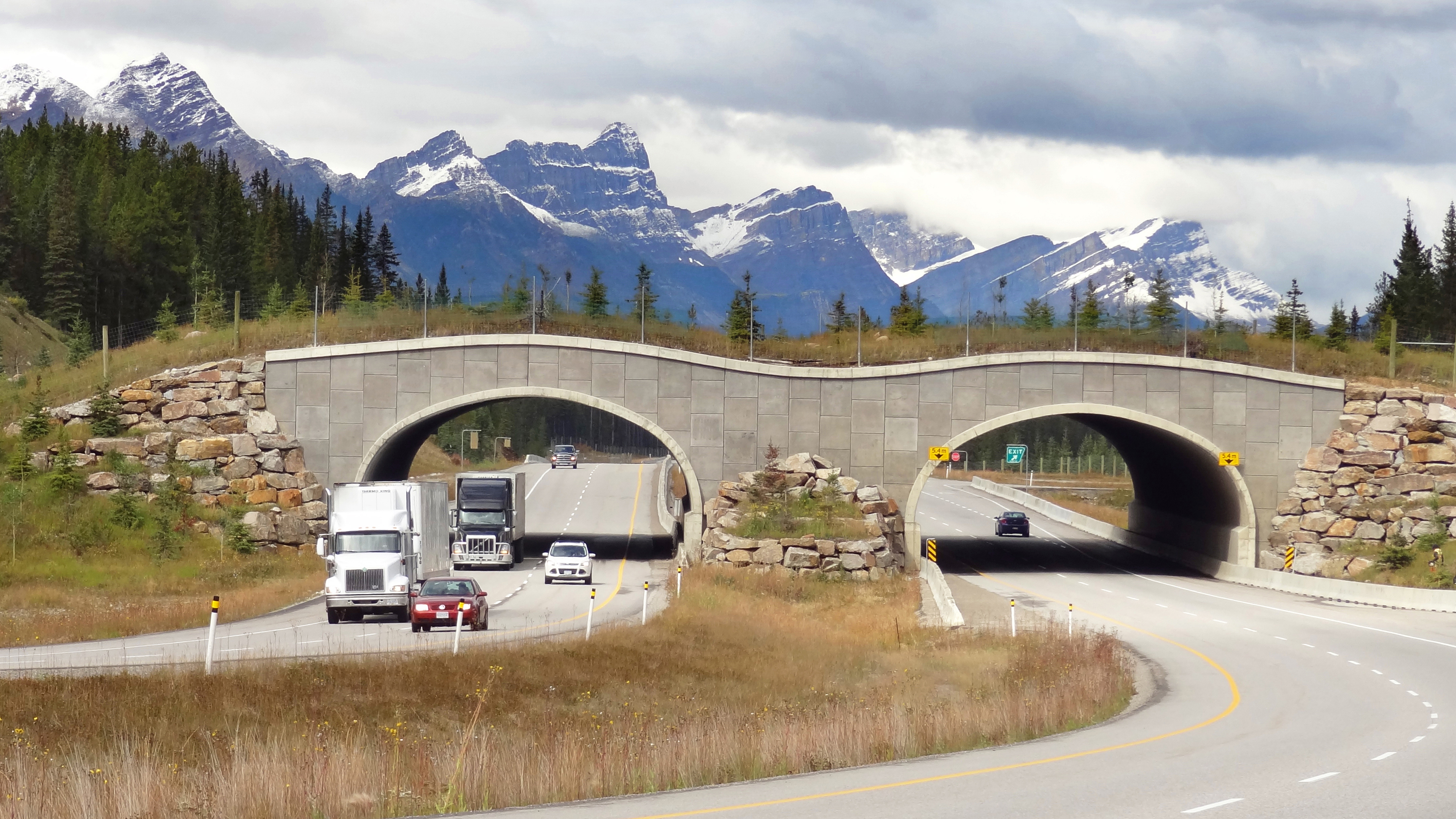
Экодук в национальном парке Банф, Канада

Подобное же исследование, проведённое в 2008—2009 годах в Нидеркрюхтене, показало, что за год на экомосту было найдено 1368 следов животных, из них 690 косуль, около 180 кабанов, 130 кроликов и зайцев, 42 лисы, 37 барсуков и 18 куньих. Методика контроля перемещения животных по мосту не давала возможности отследить перемещение мелких животных.
В ходе испытания хорватского экодука на трассе между Карловацем и Риекой перемещения животных были зафиксированы инфракрасными датчиками, при этом учитывались животные размером от лисицы. В течение года удалось зафиксировать около 6 тысяч перемещений по экодуку. В основном мостом пользовались медведи, лисы и рыси.
Масштабное исследование, проведённое в канадском национальном парке Банф, показало, что в январе 2007 года 10 видов крупных млекопитающих (в том числе гризли, койот, лось, медведь, вапити, пума, волк и т. д.) прошли в общей сложности 84 тысячи раз по 24 экодукам Банфа.